# 윈펑
윈펑(雲峰) 미사일은 대만의 지대지 순항 미사일이다. 사거리는 2,000 km이다. 2008년 사거리 천키로 개발이 완료되었으며, 2018년 사거리 2천키로 개량형이 개발되었다.
칭성(擎昇)이라고 이름을 변경했다. 대만에서 중국 수도 베이징을 공격할 수 있다.

## 역사
1970년대 후반, 박정희 대통령이 현무-1 미사일 개발을 지시했을 당시, 대만도 사거리 950 km 천마 미사일 개발을 추진했다. 둘 다 미국이 중단시켰다.
2013년 3월 18일, 대만이 내년에 중국 남동부 군사기지를 겨냥해 중거리 미사일 50기를 2014년까지 실전배치할 계획이라고 대만 일간지 차이나타임스가 보도했다. 차이밍셴(蔡明憲) 전 대만 국방부장이 최근 출간한 책에서 2008년에 중국을 공격할 수 있는 중거리 유도 미사일 개발에 성공했다고 밝혔다. 윈펑(雲峰)으로 불리는 이 미사일은 중산과학연구원에서 개발했으며 사거리는 1,000 km이다. 중국 남동부 해안의 공군기지와 미사일부대 등을 겨냥해 타이완 중부 산악지대에 배치될 예정이다.
2016년 9월 21일, 대만 중국시보(中國時報)는 윈펑 미사일 개발을 취소한다고 보도했다. 그러나, 펑스콴(馮世寬) 대만 국방부장은 "세계 어느 나라도 자국의 무기 개발계획을 공개하지 않는다"며 확인을 거부했다.
2018년 1월 28일, 대만 중산과학연구원은 베이징을 타격할 수 있는 사거리 2000 km의 고공 순항 미사일을 개발하는데 성공했다고 자유시보(自由時報)가 보도했다.
대만 윈펑과 비슷한 미사일로는 한국 현무-2C, 미국 퍼싱2, 북한 북극성 2호, 중국 DF-16B 등이 있다.

## 윈펑과 슝펑
1980년대 서독에는 소련 수도 모스크바에 대한 선제핵공격(제1격)을 위해, 미국의 사거리 2,500 km 퍼싱2 준중거리 탄도 미사일(MRBM)과 사거리 2,500 km 그리폰 순항 미사일이 배치되었다. 퍼싱2와 그리폰은 1980년대 냉전시절의 매우 유명한 서방측 핵무기였다. 서독에는 퍼싱2 108발이 배치되었었다.
퍼싱2와 그리폰도 처음에는 사거리 1000 km 정도를 주장했기 때문에, 윈펑과 슝펑도 실제 사거리는 2,500 km일 가능성이 있다. 2016년 한국도 실제 사거리가 2,500 km일 수 있는 현무-2C 탄도미사일과 현무-3C 순항미사일을 실전배치하려고 개발중이다.
대만 중부 산악지대 윈펑 미사일 기지에서 중국 수도 베이징 까지는 1,900 km 거리이다.
- 윈펑 탄도미사일 - 사거리 2000 km, 탄두중량 500 kg, 속도 마하 3
- 슝펑-2E 순항미사일 - 사거리 2000 km, 탄두중량 500 kg, 속도 마하 0.8

## 제원 (윈펑 개량형)
일반 특성
- 길이: 9 m
- 무게:
- 직경: 90 cm
- 엔진: 액체연료 램제트
- 유도방식: INS, GPS

성능
- 정확도:
- 사거리: 2,000 km
- 비행고도: 70 km
- 속도: 마하 3
- 탄두중량: 500 kg

## 같이 보기
- 슝펑-2E - 사거리 2,000 km 지대지 순항미사일
- 운봉급 전차상륙함 - 대만의 운봉 탄도미사일과 같은 이름의 한국 군함